# Bennettitales
Bennettitider (Bennettitales) är en efter den brittiske botanikern John Joseph Bennett uppkallad utdöd ordning av nakenfröiga växter som antas ha varit nära besläktade med gömfröväxter. De tillhörde Cykadofyterna. Bladen påminde om de hos kottepalmerna.
Bennettitiderna utvecklades under trias och nådde en stor artvariation under jura och krita. Bland de hithörande släkten märks Bennettites och den närstående Cycadeoidea med klot- eller äggformiga stammar, i vlika "blommorna" satt på förkrymta sidogrenar mellan de kvarsittande bladbaserna. Bennettitiderna var tvåkönade. Släktet Wielandiella hade blommor satt i förgreningar av den dikotomiskt delade stammen med blomställningen omgiven av fjäll.
Bennettitiderna indelas i två familjer Williamsoniaceae och Cycadeoidaceae, den förra omfattande släktena Williamsonia, Wielandiella, Ptilophyllum och Weltrichia, det senare bland annat släktet Cycadeoidea.